# .krd
.krd је највиши Интернет домен државних кодова за Јужни Курдистан, који је федерална јединица у саставу Ирака.